# 이정구 (의병장)
이정구(李正九)는 충남 천원(天原) 사람이다.
1907년 7월 일제는 「정미7조약(丁未7條約)」을 체결하여 대한제국의 군대를 강제로 해산시켜 우리 민족의 무력을 박탈하는 등 식민지화를 향한 발걸음에 박차를 가하였다. 이에 분격하여 당시 전국적으로 수많은 의병이 봉기하여 일본군을 공격하고, 일진회원을 비롯한 친일주구배를 처단하는 등의 활동을 통하여 무너져가는 국권을 회복코자 노력하였다.
이에 이정구는 반일 의병투쟁을 지속적으로 전개할 목적을 가지고 1909년 음력 4월 한봉서 의병장 의진에 투신하여 의병활동을 시작하였다. 그리하여 그는 충북 청주군(淸州郡) 백자동(百子洞)의 친일 이장 박모(朴某)가 일찍이 의병의 소재를 일본군 수비대에 밀고하여 동지 2명을 피살케 한 원수를 갚고자 그를 총살하였다. 같은 해 5월 10일에는 충북 괴산군(槐山郡) 서면(西面) 사치(沙峙)에서 동지 9명과 함께 일본군 수비대 2명이 우편물을 호위하고 통과하는 것을 확인하고 사격을 가하여 이들 모두를 사살하고, 군용 총 2정, 총검 2자루, 탄약함 2개, 수통 1개, 탄환 10발을 노획하였다. 같은 해 8월 15일에도 청주 북강내이면(北江內二面) 화죽리(花竹里)에서 헌병분견소의 밀정으로 활동하면서 매국배족의 행위를 일삼고 있던 박래천(朴來舛)을 체포, 처단하였다. 또한 의병자금을 확보하기 위한 비상 수단으로 같은 해 음력 10월 청주에서 군자금을 징수하기도 하였다. 그러다가 피체되어 1910년(체포 당시 34세) 3월 9일 공주지방재판소 청주지부에서 종신유형을 받고 공소하였으나 4월 5일 경성공소원에서 기각, 형이 확정되어 옥고를 치렀다. 정부에서는 고인의 공훈을 기리어 1995년에 건국훈장 애국장을 추서하였다.
註·독립운동사자료집(국가보훈처) 별집 제1집 385·386·398면